# Озимин, Михаил Иванович
Михаил Иванович Озимин (11 сентября 1898 года, станция Кропачёво, ныне посёлок в составе Ашинского района, Челябинская область — 24 августа 1946 года, Тбилиси, Грузинская ССР) — советский военный деятель, генерал-лейтенант (20 апреля 1945 года). Герой Советского Союза (29 июня 1945 года).

## Начальная биография
Михаил Иванович Озимин родился 11 сентября 1898 года на станции Кропачёво, ныне в посёлке Ашинского района Челябинской области, в семье служащего.
С 14 лет начал работать рабочим доменного цеха Ашинского металлургического завода, а в 1915—1917 годах — разливщиком цеха № 33 Мотовилихинских заводов в Перми.

## Военная служба

### Гражданская войны
В ноябре 1917 года вступил в красногвардейский отряд Аша-Балашовского завода, а в декабре того же года стал членом Уфимского губернского совета боевых организаций народного вооружения. В марте 1918 года там же назначен начальником канцелярии, в мае — красногвардейцем вступил в отряд Богоявленского завода, а в сентябре того же года призван в ряды РККА, после чего служил на должностях адъютанта и делопроизводителя строевой части в составе 269-м Богоявленском полку, после чего принимал участие в боевых действиях на Восточном фронте против войск под командованием адмирала А. В. Колчака, в 1919 году был контужен. В 1918 году вступил в ряды РСДРП.
В августе 1920 года направлен на учёбу в Высшую военную школу, дислоцированную в Омске, после окончания которой с декабря 1921 года служил на должностях командира 14-го, 15-го и 16-го отдельных батальонов особого назначения, а в июне 1922 года был назначен на должность командира частей особого назначения Акмолинской губернии.

### Межвоенное время
В апреле 1923 года назначен на должность командира 15-го отдельного батальона особого назначения, в декабре 1924 года — на должность военкома Кокчетавского уездного военкомата, а с декабря 1928 года служил на должностях военкома Актюбинского и Уральского окружных военкоматов.
В ноябре 1930 года Озимин был направлен на учёбу на Стрелково-тактические курсы «Выстрел», после заочного окончания которых с июня 1931 года служил исполняющим должность командира и помощником командира Отдельного Казахского кавалерийского полка, а в июле 1932 года был назначен на должность начальника 1-го отдела военного комиссариата Казахской ССР.
В 1934 году окончил 1 курс Военной академии имени М. В. Фрунзе.
В ноябре 1936 года направлен в Белорусский военный округ, где назначен на должность помощника командира 6-го стрелкового полка (2-я стрелковая дивизия), дислоцированного в Минске, в июле 1937 года — на должность командира 241-го стрелкового полка (81-я стрелковая дивизия), а в ноябре 1940 года — на должность командира 31-й стрелковой дивизии (Закавказский военный округ), дислоцированной на ирано-турецкой границе. Дивизия вела деятельность по укреплению южных рубежей, строительству дорог и фортификационных укреплений.
В 1941 году окончил курсы усовершенствования высшего начальствующего состава при Военной академии имени М. В. Фрунзе.

### Великая Отечественная война
С началом войны полковник Озимин находился на прежней должности. В октябре 1941 года дивизия под его командованием была включена в состав сформированной 56-й армии, которая вскоре принимала участие в боевых действиях в районе Таганрога в ходе Ростовских оборонительной и наступательной операций, в результате чего был освобождён Ростов-на-Дону. 27 декабря того же года Озимину присвоено воинское звание «генерал-майор». Вскоре дивизия принимала участие в ходе Армавиро-Майкопской и Туапсинской оборонительных операций. С 9 августа 1942 года Михаил Иванович Озимин находился под следствием «за потерю управления войсками». 14 августа военный трибунал Северо-Кавказского фронта осудил его на 10 лет ИТЛ с отсрочкой отбывания наказания до окончания военных действий.
В декабре 1942 года назначен на должность начальника отдела боевой подготовки штаба 4-й ударной армии, а в апреле 1943 года — на должность командира 91-й гвардейской стрелковой дивизии, которая вскоре принимала участие в боевых действиях в ходе Невельской наступательной операции, а также на витебском направлении. Определением Военного трибунала Калининского фронта от 18 апреля 1943 года судимость с М. И. Озимина была снята.
В декабре 1943 года назначен на должность командира 28-го стрелкового корпуса, который вскоре принимал участие в боевых действиях в ходе Житомирско-Бердичевской, Ровно-Луцкой, Проскуровско-Черновицкой, Львовско-Сандомирской, Сандомирско-Силезской, Верхнесилезской и Моравско-Остравской наступательных операций, а также при освобождении городов Львов, Дембица, Краков, Опава и других.
Указом Президиума Верховного Совета СССР от 29 июня 1945 года за образцовое выполнение боевых заданий командования на фронте борьбы с немецкими захватчиками и проявленные при этом отвагу и геройство генерал-лейтенанту Михаилу Ивановичу Озимину присвоено звание Героя Советского Союза с вручением ордена Ленина и медали «Золотая Звезда» (№ 5560).

### Послевоенная карьера
После окончания войны находился на прежней должности.
С января 1946 года состоял в распоряжении Главного управления кадров НКО и вскоре был назначен на должность заместителя командующего войсками Тбилисского военного округа, а в мае того же года — вновь образованного Закавказского военного округа.
Генерал-лейтенант Михаил Иванович Озимин 24 августа 1946 года погиб в автомобильной катастрофе в Тбилиси.

## Награды

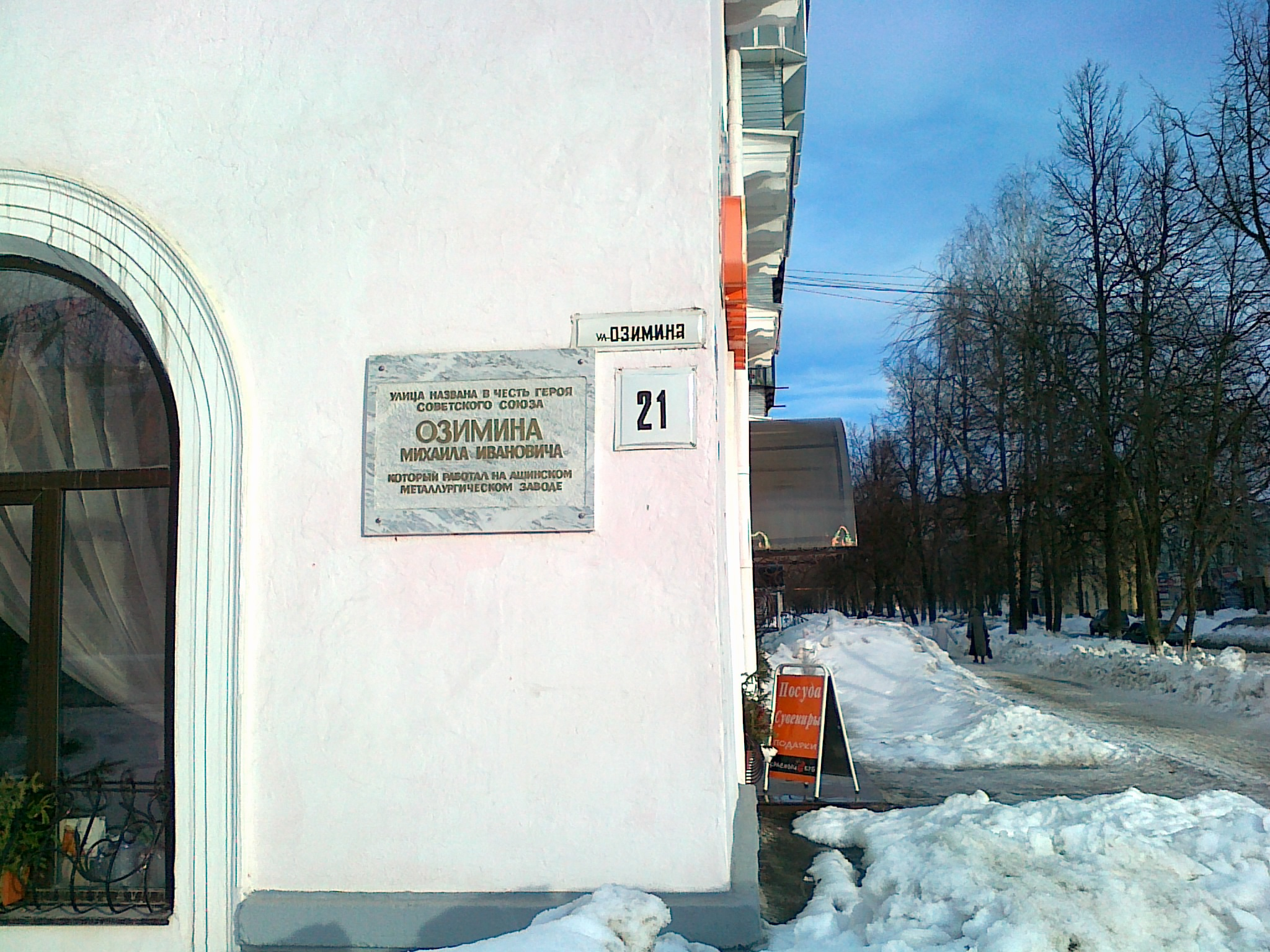
Улица Озимина в городе Аша

- Медаль «Золотая Звезда» (29.6.1945);
- Два ордена Ленина (21.02.1945; 29.06.1945);
- Три ордена Красного Знамени (27.07.1943; 24.09.1943; 03.11.1944);
- Орден Суворова 2-й степени (29.05.1944);
- Орден Кутузова 2-й степени (06.04.1945);
- Медали.

## Память
- В городе Аша в честь Озимина названа одна из улиц.
- Имя генерала увековечено в Тбилиси на Аллее Героев.